# Экблом, Тереза
Тереза Экблом (швед. Thérèse Ekblom; 1867—1941) — шведская художница, мастер ботанических иллюстраций.

## Биография и творчество
Тереза Экблом, урождённая Янссон, происходила из семьи художников. Её мать и отец были сценическими художниками в шведской Королевской опере. В 1895 году она вышла замуж за художника Акселя Экблома, с которым познакомилась в Академии искусств в Стокгольме. Аксель Экблом с 1876 года работал иллюстратором в Шведском музее естественной истории; к его работе присоединилась и Тереза. Супруги создавали иллюстрации для широкого спектра областей, включая ботанику, палеоботанику, зоологию позвоночных и энтомологию.

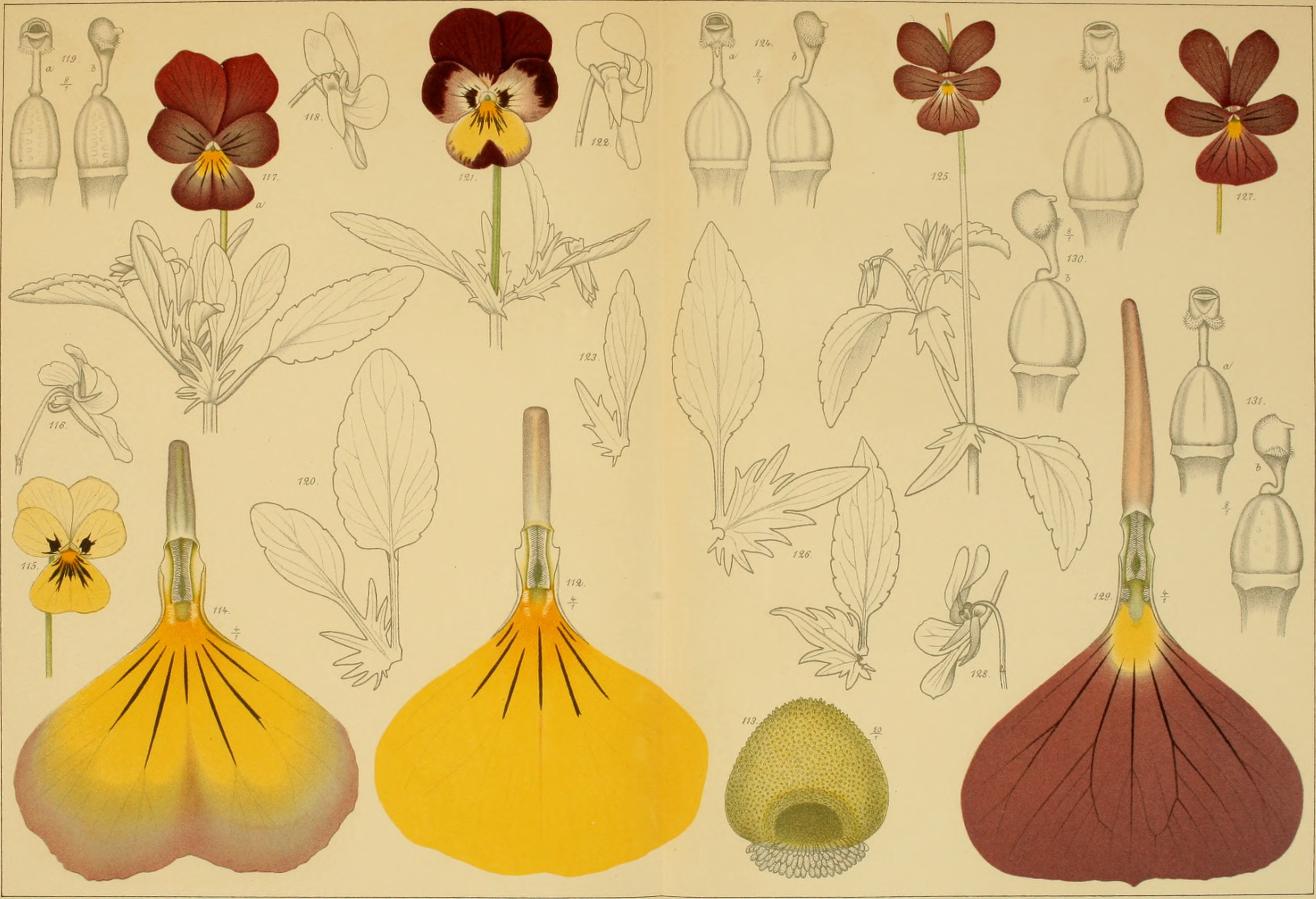
Разновидности фиалок. Ботаническая иллюстрация Акселя и Терезы Экблом

Ещё до заключения брака Тереза и Аксель сочетали обучение в Академии искусств с работой в качестве ботанических иллюстраторов в Бергианском ботаническом саду. Директором сада в это время был Вейт Брехер Виттрок. Ему постоянно требовались качественные ботанические иллюстрации видов, над исследованием которых он работал. Эту работу выполняли Тереза и Аксель, создавая в больших количествах зарисовки разнообразных растений. Необходимость в огромном количестве зарисовок была отчасти вызвана ошибочностью одной из гипотез Виттрока. Обратив внимание на вариативность форм дикорастущих фиалок, Виттрок предположил, что это приведёт к возникновению новых видов, и иллюстрации ему были нужны в качестве подкрепления своей гипотезы (впоследствии не подтвердившейся).
У Акселя и Терезы было пятеро детей: три девочки и двое мальчиков. В именах девочек отразилась любовь их родителей к цветам: старшая получила имя Виола (то есть «фиалка»), средняя — Карина Линнея; младшей хотели дать имя «Аклея» («водосбор»), но священник отказался крестить её, и малышку назвали Торборг Флора.
В начале XX века Тереза Экблом сотрудничала со шведским геологом и фитопалеонтологом Альфредом Габриелем Натгорстом. Она делала для него как карандашные зарисовки, так и фотографии.
Аксель Экблом умер в 1914 году; Тереза Экблом — в 1941. Тысячи акварелей, выполненные супругами для Вейта Виттрока, ныне находятся в собрании Фонда Бергиуса.